# 噂の女
『噂の女』（うわさのおんな）は、奥田英朗による日本の小説の短編集である。

## 収録作品
- 中古車販売店の女（『yom yom』2009年12月号）
- 麻雀荘の女（『yom yom』2010年7月号）
- 料理教室の女（『yom yom』2010年12月号）
- マンションの女（『yom yom』2011年3月号）
- パチンコの女（『yom yom』2011年7月号）
- 柳ケ瀬の女（『yom yom』2011年10月号）
- 和服の女（『yom yom』2011年12月号）
- 檀家の女（『小説新潮』2012年3月号）
- 内偵の女（『小説新潮』2012年5月号）
- スカイツリーの女（『小説新潮』2012年7月号）

## テレビドラマ
2018年4月14日から、テレビ東京系列のBS放送局・BSジャパンで連続テレビドラマ枠『連続ドラマJ』（毎週土曜21:00 - 21：54）の第3弾。主演は足立梨花。

### キャスト

#### レギュラー
- 糸井美幸 - 足立梨花
- 鹿島尚之（刑事） - 中村俊介
- 松崎健吾（市長） - 石丸謙二郎
- 村井浩二（刑事・鹿島の上司） - 田山涼成

#### ゲスト
第1話「中古車販売店の噂の女!?」
- 北島雄一（商事会社の営業マン） - 松下洸平
- 青木洋平（土木作業員） - 落合モトキ
- 金村雄介（土建会社の若社長） - 弓削智久
- 牧村清（土木作業員） - 六角精児
- 後藤忠男（商事会社の営業マン） - デビット伊東
- 中川（中古車販売店「金太郎自動車」 店長） - 久松信美（第6話）
- 小泉由香里 - 藤本沙紀（第6話）
- 長谷川春夫（不動産会社 社長） - 山田明郷（第2 - 3話、第9話）

第2話「料理教室の噂の女!?」
- 岡本小百合（拓実の婚約者） - 南沢奈央
- 吉本拓実（土木課 / 小百合の婚約者） - 郭智博（第5 - 10話）
- 土屋隆夫（土木課長） - 小須田康人
- 白川真弓（料理教室講師） - 山下裕子
- 広瀬一美 - 伊藤久美子

第3話「不動産会社社長の婚約者で噂の女!?」
- 秋山大輔（早紀の夫） - 高橋光臣
- 秋山早紀（長谷川の娘） - 三津谷葉子（第5・10話）
- 長谷川純一（長谷川の息子＜長男＞）- 岡部たかし
- 直美（長谷川の娘＜長女＞） - 藤本静

第4話「パチンコ店に出入りする噂のセレブ女!?」
- 池谷麻衣（元・販売員で現在失業中） - 山下リオ
- 野沢美穂（失業中で無職） - 唯月ふうか（第8話）
- 糸井克哉（美幸の弟） - 前田公輝（第5話）
- 安田哲一（パチンコ店の常連） - 阪田マサノブ

第5話「クラブのママで噂の女!?」
- 平塚博美（保育士 / クラブ美幸のホステス） - 前田亜季（第6話）
- 君島佳也子（クラブ『キミジマ』のママ） - 久世星佳
- 稲越誠二（県議会議員） - 大和田伸也（第6 - 10話）
- 藤堂淳史（建設会社 社長） - 大谷亮介（第7話）
- 平塚良子（博美の母） - 宮田早苗
- 小園井咲子 - 蒼井そら
- 中島あゆみ - 山地まり（第6話）
- 武田綾乃 - 真凛（第6話）
- 新垣志保 - 西丸優子（第8話）

第6話「クラブのママで政治家愛人の噂の女!?」
- 竹内（土木建築会社 社長） - 中本賢
- 久住（土木建築会社 社長） - 菅原大吉（第7 - 8話）
- 小向（土木建築会社 社長） - 諏訪太朗（第7 - 10話）
- 広本直樹（土木建築会社 副社長） - 川久保拓司
- 竹内保彦（竹内の息子） - 山中聡
- 竹内樹里亜（保彦の妻） - 岩井堂聖子
- 大迫（元県庁役人） - 市川勇（第7 - 10話）

第7話「クラブのママで檀家総代の噂の女!?」
- 和田（米店 店主） - 村松利史
- 北村（呉服店 店主） - 大河内浩
- 吉野（文房具店 店主） - 原金太郎（第9話）
- 白井 - 深沢敦
- 正之（矢来寺 住職） - 森本のぶ
- 由香（正之の妻） - 広山詞葉
- 大迫栄子（故・金村雄介の妻） - 田山由起
- 和田貴美子（和田の妻） - 重田千穂子

第8話「最終章1～クラブのママで刑事内偵の噂の女!?」
- 星野千里（稲越議員・新人秘書） - 黒川智花（第9 - 10話）
- 深川（稲越議員・第一秘書） - 奥田達士（第9 - 10話）
- 峰岸大二郎（平山警察署長） - 田中隆三
- 新井次郎（金村土建の従業員） - 山根和馬（第7話）
- 関谷ユミ（美幸の短大時代の同級生） - 鮎川桃果
- 田端（平山署 刑事） - 坂田聡（第10話）

### スタッフ
- 脚本：福田卓郎、井上テテ
- 監督：飯塚健、柴山健次、宮岡太郎、大塚徹
- 主題歌：Wienners「極楽浄土のあなたへ」
- 音楽：海田庄吾
- 技術協力：パイプライン
- 美術協力：フジアール
- ポスプロ：アクティブシネクラブ
- プロデューサー：橋本かおり（テレビ東京）、大石淳子（テレビ東京）、清水真由美（MMJ）
- 制作：BSジャパン、MMJ
- 製作著作：「噂の女」製作委員会

### 放送日程
| 話数   | 放送日     | 放送日     | サブタイトル                              | ラテ欄                                                               | 脚本     | 監督     |
| 話数   | BSジャパン | テレビ東京 | サブタイトル                              | ラテ欄                                                               | 脚本     | 監督     |
| ------ | ---------- | ---------- | ----------------------------------------- | -------------------------------------------------------------------- | -------- | -------- |
| 第1話  | 4月14日    | 7月04日    | 中古車販売店の噂の女!?                    | 天使か? 悪魔か? 黒いウワサの絶えない女の正体は                       | 福田卓郎 | 飯塚健   |
| 第2話  | 4月21日    | 7月11日    | 料理教室の噂の女!?                        | 天使か? 悪魔か? 正義の味方か? 料理教室の通うスゴ腕女の正体           | 福田卓郎 | 飯塚健   |
| 第3話  | 4月28日    | 7月25日    | 不動産会社社長の婚約者で噂の女!?          | 謎の女の次の標的…60代社長毒牙にかかる 年の差婚に家族騒然             | 栗原智子 | 柴山健次 |
| 第4話  | 5月12日    | 8月01日    | パチンコ店に出入りする噂のセレブ女!?      | ついに社長夫人の座を手に入れ… 謎の女の危険な誘惑                     | 井上テテ | 宮岡太郎 |
| 第5話  | 5月19日    | 8月08日    | クラブのママで噂の女!?                    | 次の標的は政治家!? ホステス憧れのクラブママへ転身                    | 福田卓郎 | 大塚徹   |
| 第6話  | 5月26日    | 8月15日    | クラブのママで政治家愛人の噂の女!?        | 政治家の愛人へ…ママが仕掛けた危険な罠 ついに刑事の疑惑が…            | 井上テテ | 飯塚健   |
| 第7話  | 6月02日    | 8月22日    | クラブのママで檀家総代の噂の女!?          | 魔性の女の誘惑に負けた寺の住職の代償… 3人溺死の真相は?               | 井上テテ | 飯塚健   |
| 第8話  | 6月09日    | 8月29日    | 最終章1〜クラブのママで刑事内偵の噂の女!? | ついに最終章突入! 3人溺死の真相を暴け 魔性の女VS内偵刑事の闘い始まる | 福田卓郎 | 宮岡太郎 |
| 第9話  | 6月16日    | 9月05日    | 最終章2〜クラブのママで殺害容疑の噂の女!? | その女、否認…3人社長怪死の真相は!? 街は談合疑惑で大騒ぎ              | 福田卓郎 | 大塚徹   |
| 最終話 | 6月23日    | 9月12日    | 最終話〜ついに暴かれる!? 噂の女の正体!    | 衝撃のラストへ…生き抜くために闘う! 追跡する刑事の罠は                | 福田卓郎 | 飯塚健   |

| BSジャパン 連続ドラマJ                            | BSジャパン 連続ドラマJ             | BSジャパン 連続ドラマJ               |
| 前番組                                            | 番組名                             | 次番組                               |
| ------------------------------------------------- | ---------------------------------- | ------------------------------------ |
| 三島由紀夫 命売ります （2018年1月13日 - 3月24日） | 噂の女 （2018年4月14日 - 6月23日） | 極道めし （2018年7月14日 - 9月22日） |